# 노원구의 행정 구역
노원구의 행정 구역은 5개의 법정동과 이것을 관리하는 19개의 행정동으로 구성되어 있다. 노원구의 면적은 35.44 km2로 서울시 전체 면적의 5.85%를 차지한다. 인구는 2012년 8월 1일을 기준으로 223,957 세대, 600,515 명이다.

## 행정 구역

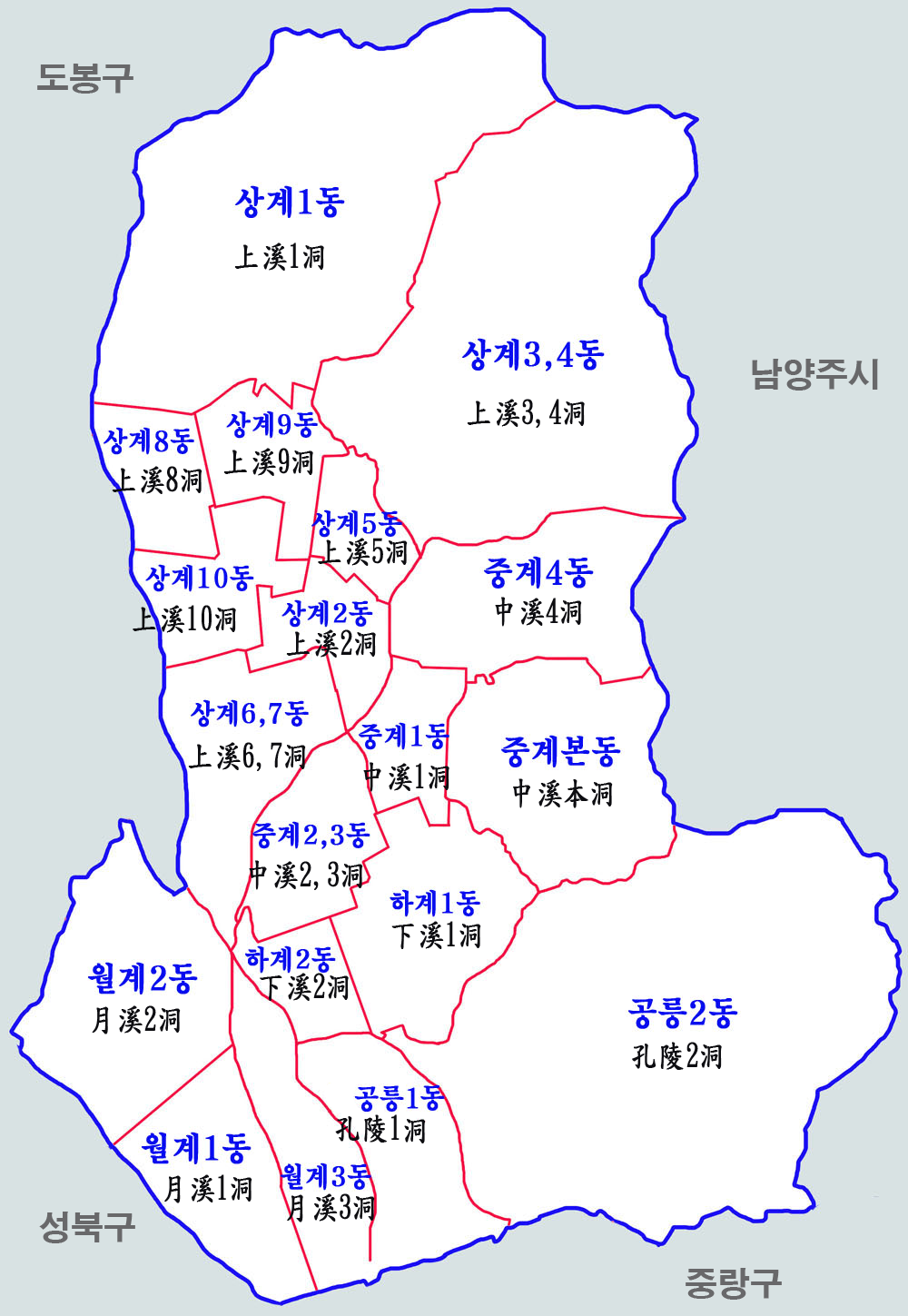
노원구의 행정동

2012년 8월 1일 기준으로 면적, 인구 현황과 행정동은 다음과 같다.
| 행정동    | 법정동 | 한자   | 면적  | 세대    | 인구    |
| --------- | ------ | ------ | ----- | ------- | ------- |
| 월계1동   | 월계동 | 月溪洞 | 1.16  | 9,520   | 23,335  |
| 월계2동   | 월계동 | 月溪洞 | 1.94  | 12,389  | 30,814  |
| 월계3동   | 월계동 | 月溪洞 | 1.17  | 13,579  | 36,099  |
| 공릉1동   | 공릉동 | 孔陵洞 | 1.41  | 16,618  | 40,321  |
| 공릉2동   | 공릉동 | 孔陵洞 | 6.82  | 17,368  | 46,759  |
| 하계1동   | 하계동 | 下溪洞 | 1.55  | 11,330  | 30,687  |
| 하계2동   | 하계동 | 下溪洞 | 0.51  | 8,730   | 25,934  |
| 중계본동  | 중계동 | 中溪洞 | 1.97  | 9,976   | 30,044  |
| 중계1동   | 중계동 | 中溪洞 | 0.63  | 9,436   | 30,342  |
| 중계4동   | 중계동 | 中溪洞 | 1.70  | 8,289   | 22,744  |
| 중계2·3동 | 중계동 | 中溪洞 | 0.90  | 15,620  | 42,311  |
| 상계1동   | 상계동 | 上溪洞 | 5.62  | 15,746  | 44,251  |
| 상계2동   | 상계동 | 上溪洞 | 0.61  | 8,663   | 22,728  |
| 상계3·4동 | 상계동 | 上溪洞 | 5.05  | 16,342  | 39,396  |
| 상계5동   | 상계동 | 上溪洞 | 1.01  | 9,600   | 24,449  |
| 상계6·7동 | 상계동 | 上溪洞 | 1.11  | 14,401  | 37,220  |
| 상계8동   | 상계동 | 上溪洞 | 0.67  | 9,621   | 27,519  |
| 상계9동   | 상계동 | 上溪洞 | 0.81  | 8,888   | 24,856  |
| 상계10동  | 상계동 | 上溪洞 | 0.80  | 7,841   | 20,817  |
| 노원구    | 노원구 | 蘆原區 | 35.44 | 223,957 | 600,515 |

## 개요

노원구의 법정동

| 행정동    | 법정동 | 설명 |
| --------- | --- | --- |
| 월계1동   | 월계동 | 1914년 4월 1일 양주군 노원면 월계리에 녹천리, 해등촌면 창동리 각 일부를 편입하여 양주군 노해면 월계리로 개편되었다.                                                |
| 월계2동   | 월계동 | 1914년 4월 1일 양주군 노원면 월계리에 녹천리, 해등촌면 창동리 각 일부를 편입하여 양주군 노해면 월계리로 개편되었다.                                                |
| 월계3동   | 월계동 | 1914년 4월 1일 양주군 노원면 월계리에 녹천리, 해등촌면 창동리 각 일부를 편입하여 양주군 노해면 월계리로 개편되었다.                                                |
| 공릉1동   | 공릉동 | 1914년 4월 1일 양주군 노원면 무수동(無愁洞)에 조동리, 공덕리, 망우리면 묵동리 각 일부를 편입하여 양주군 노해면 공덕리로 개편되었다.                                |
| 공릉2동   | 공릉동 | 1914년 4월 1일 양주군 노원면 무수동(無愁洞)에 조동리, 공덕리, 망우리면 묵동리 각 일부를 편입하여 양주군 노해면 공덕리로 개편되었다.                                |
| 하계1동   | 하계동 | 1914년 4월 1일 양주군 노원면 용동리(龍洞里), 상곡리(上谷里), 가좌동(佳佐洞)에 공덕리, 오목리, 양재동 각 일부를 편입하여 양주군 노해면 하계리로 개편되었다.         |
| 하계2동   | 하계동 | 1914년 4월 1일 양주군 노원면 용동리(龍洞里), 상곡리(上谷里), 가좌동(佳佐洞)에 공덕리, 오목리, 양재동 각 일부를 편입하여 양주군 노해면 하계리로 개편되었다.         |
| 중계본동  | 중계동 | 1914년 4월 1일 양주군 노원면 광석리(廣石里), 은행리(銀杏里), 납대동(納大洞), 전주리(全州里)에 오목리, 양재동 각 일부를 편입하여 양주군 노해면 중계리로 개편되었다. |
| 중계1동   | 중계동 | 1914년 4월 1일 양주군 노원면 광석리(廣石里), 은행리(銀杏里), 납대동(納大洞), 전주리(全州里)에 오목리, 양재동 각 일부를 편입하여 양주군 노해면 중계리로 개편되었다. |
| 중계2·3동 | 중계동 | 1914년 4월 1일 양주군 노원면 광석리(廣石里), 은행리(銀杏里), 납대동(納大洞), 전주리(全州里)에 오목리, 양재동 각 일부를 편입하여 양주군 노해면 중계리로 개편되었다. |
| 중계4동   | 중계동 | 1914년 4월 1일 양주군 노원면 광석리(廣石里), 은행리(銀杏里), 납대동(納大洞), 전주리(全州里)에 오목리, 양재동 각 일부를 편입하여 양주군 노해면 중계리로 개편되었다. |
| 상계동    | 1914년 4월 1일 양주군 노원면 간촌리(間村里), 온수동(溫水洞), 둔야면 조암동(鳥岩洞)에 녹천리, 별비면 덕동리 각 일부를 편입하여 양주군 노해면 상계리로 개편되었다. | |
| 상계동    | 1914년 4월 1일 양주군 노원면 간촌리(間村里), 온수동(溫水洞), 둔야면 조암동(鳥岩洞)에 녹천리, 별비면 덕동리 각 일부를 편입하여 양주군 노해면 상계리로 개편되었다. | 상계1동 |
| 상계동    | 1914년 4월 1일 양주군 노원면 간촌리(間村里), 온수동(溫水洞), 둔야면 조암동(鳥岩洞)에 녹천리, 별비면 덕동리 각 일부를 편입하여 양주군 노해면 상계리로 개편되었다. | 상계2동 |
| 상계동    | 1914년 4월 1일 양주군 노원면 간촌리(間村里), 온수동(溫水洞), 둔야면 조암동(鳥岩洞)에 녹천리, 별비면 덕동리 각 일부를 편입하여 양주군 노해면 상계리로 개편되었다. | 상계3·4동 |
| 상계동    | 1914년 4월 1일 양주군 노원면 간촌리(間村里), 온수동(溫水洞), 둔야면 조암동(鳥岩洞)에 녹천리, 별비면 덕동리 각 일부를 편입하여 양주군 노해면 상계리로 개편되었다. | 상계5동 |
| 상계동    | 1914년 4월 1일 양주군 노원면 간촌리(間村里), 온수동(溫水洞), 둔야면 조암동(鳥岩洞)에 녹천리, 별비면 덕동리 각 일부를 편입하여 양주군 노해면 상계리로 개편되었다. | 상계6·7동 |
| 상계동    | 1914년 4월 1일 양주군 노원면 간촌리(間村里), 온수동(溫水洞), 둔야면 조암동(鳥岩洞)에 녹천리, 별비면 덕동리 각 일부를 편입하여 양주군 노해면 상계리로 개편되었다. | 상계8동 |
| 상계동    | 1914년 4월 1일 양주군 노원면 간촌리(間村里), 온수동(溫水洞), 둔야면 조암동(鳥岩洞)에 녹천리, 별비면 덕동리 각 일부를 편입하여 양주군 노해면 상계리로 개편되었다. | 상계9동 |
| 상계동    | 1914년 4월 1일 양주군 노원면 간촌리(間村里), 온수동(溫水洞), 둔야면 조암동(鳥岩洞)에 녹천리, 별비면 덕동리 각 일부를 편입하여 양주군 노해면 상계리로 개편되었다. | 상계10동 |

## 연혁
노원구에 속하는 모든 법정동인 월계동, 공릉동, 하계동, 중계동, 상계동은 각각 조선 초까지는 경기도 양주목 노원면에 속했으며, 1914년 경기도 양주군 노해면 관할이 되었다. 1963년 성북구에 편입되었고, 1973년 도봉구를 거쳐 1988년 노원구가 신설되면서 이에 편입되었다.

노원구청 청사
상계6·7동 소재

- 1988년 1월 1일 도봉구 중 도봉동·상계동·하계동·중계동·월계동·공릉동·창동을 관할로 노원구가 분리·설치되었다.[2] (16행정동 7법정동)
- 1988년 7월 1일 월계1동을 월계1동, 월계3동으로, 상계2동을 상계2동, 상계6동, 상계7동으로 분동하였다. (19행정동)
- 1989년 1월 1일 창동, 도봉동이 도봉구로 재편입되었다.[3] (14행정동 5법정동)
- 1989년 6월 1일 상계8동을 신설하였다.[4] (15행정동)
- 1989년 9월 1일 하계2동, 중계2동, 상계9동, 상계10동을 신설하였다.[5] (19행정동)
- 1991년 9월 1일 중계3동을 신설하였다.[6] (20행정동)
- 1992년 7월 1일 중계1동을 중계본동, 중계1동, 중계4동으로 분동하였다.[7] (22행정동)
- 1994년 11월 1일 월계2동을 월계2동, 월계4동으로 분동하였다.[8] (23행정동)
- 1995년 9월 20일 여권과를 신설하였다.[9]
- 1996년 10월 1일 공릉1동을 공릉1동, 공릉3동으로 분동하였다.[10] (24행정동)
- 2008년 1월 1일 공릉1동과 공릉3동을 공릉1·3동으로, 상계3동과 상계4동을 상계3·4동으로, 상계6동과 상계7동을 상계6·7동으로 합동하였다.[11] (21행정동)
- 2009년 1월 1일 월계4동을 말소하고, 중계2동과 중계3동을 중계2·3동으로 합동하였다.[12] (19행정동)
- 2011년 6월 23일 공릉1·3동을 공릉1동으로 개칭하였다.[13]